# ウェリントン公爵騎馬像 (オールダーショット)
オールダーショットに建つウェリントン公爵騎馬像（ウェリントンこうしゃくきばぞう、Equestrian statue of the Duke of Wellington）は、ワーテルローの戦いを勝利に導き、後にイギリスの首相となった初代ウェリントン公爵アーサー・ウェルズリーを記念する像の一つである。マシュー・コーツ・ワイアット (Matthew Cotes Wyatt) の作品で、公開された1846年の時点ではイギリス最大の騎馬像であった。当初ハイド・パーク・コーナーのウェリントン・アーチ上に設置されていたが、後に英軍駐屯地のあるオールダーショットに移設された。

## 歴史

### 構想
1836年、ロンドン市長ウィリアム・テイラー・コープランド (William Taylor Copeland) が初代ウェリントン公爵アーサー・ウェルズリーを記念する像の建設を提案した。像の制作者として複数の候補者が挙がったが、シティ・オブ・ロンドンの議員であったトーマス・ブリッジ・シンプソン (Thomas Bridge Simpson) は、この年の8月に公開されたジョージ3世の騎馬像の制作者マシュー・コーツ・ワイアットを推していた。ジョージ3世像に感銘を受けたシンプソンは、ウェルズリーの像もワイアットに作らせたいと考え、手紙を書いて像の制作を打診した。しかし1837年5月に行われた投票で、フランシス・レガット・チャントリーが像を制作することになった。こうして作られたのが、王立取引所前のウェリントン公爵騎馬像である。
ワイアット支持者はおさまらず、シンプソンはウェルズリーの軍事的功績を記念する、より大きな像をウエスト・エンドに建てることを提案した。1838年5月、第6代ラトランド公爵チャールズ・マナーズを長とする委員会が設立され、建設資金の調達や像の設置場所の選定にあたった。像はウェルズリーのロンドンの邸宅であるアプスリー・ハウスの近くに建てるのがよい、ということになり、ハイド・パーク・コーナーに1828年に建てられた凱旋門の上に設置する案が浮上した。門を設計したデシマス・バートン (Decimus Burton) は門の上に巨像を設置するのは釣り合いが取れないとしてこの案に反対したが、ワイアットが見本として制作した木像を門の上に建ててみせ、結局この案で進めることになった。

### 制作
1840年5月、像の制作を担当するマシュー・コーツ・ワイアットは、ハーロウ・ロード (Harrow Road) のダドリー・ハウス (Dudley House) にあった工房で型の制作を開始した。型作りにはワイアットの息子であるジェイムズ・ワイアット (James Wyatt) も加わった。型はあまりにも大きいことから、木で骨組みが組まれた。ワイアットが各部に手を加えることができるよう、型は直径20フィート (6.1 m)の回転台の上に載せられ、上下に動く可動式の台も作られた。型に用いられた焼石膏は3トンを超え、作成には3年近くを要した。
鋳造工程ではこの像のために特別に作られた鋳造所に型が運び込まれた。像に用いる青銅は、ワーテルローの戦いの際に鹵獲したフランス軍の大砲を溶かしたものが使われた。当初12トンを処理できる炉が用意されたが、これでは不十分であることがわかり、20トンを処理できる炉が別途建設された。一度に全体を作ることはできず、馬とウェルズリーの足の部分は2つに、残りの部分は6つに分けられ、後でつなぎ合わされた。馬の脚は大重量に耐えられるよう、特に頑丈に作られた。

### 設置
完成した像は高さ30フィート (9.1 m)、コペンハーゲンの鼻先から末尾までが26フィート (7.9 m)、外周22フィート8インチ (6.91 m)、重量は40トンで、当時のイギリスでは最大の騎馬像であった。像が完成に近づくと、バートンはワイアットと協力して凱旋門上に像を設置する準備をするよう命じられた。像を門の上に設置する案には反対していたバートンはこれに抵抗し、各所に反対意見を書き送った。しかし決定が覆ることはなかった。
1846年9月29日、像はワイアットの作業場からハイド・パーク・コーナーへ移された。車輪の直径10フィート (3.0 m)の巨大な台車がウーリッジにある海軍造船所で作られ、像の輸送に用いられた。像はスコッツ・フュージリア・ガーズ (Scots Fusilier Guards) の兵100人によって台車に移され、29頭の馬が台車をハイド・パーク・コーナーへ引いて行った。 像を門の上へ巻き上げるだけで何時間もかかり、据え付けが完了したのは10月1日のことであった。

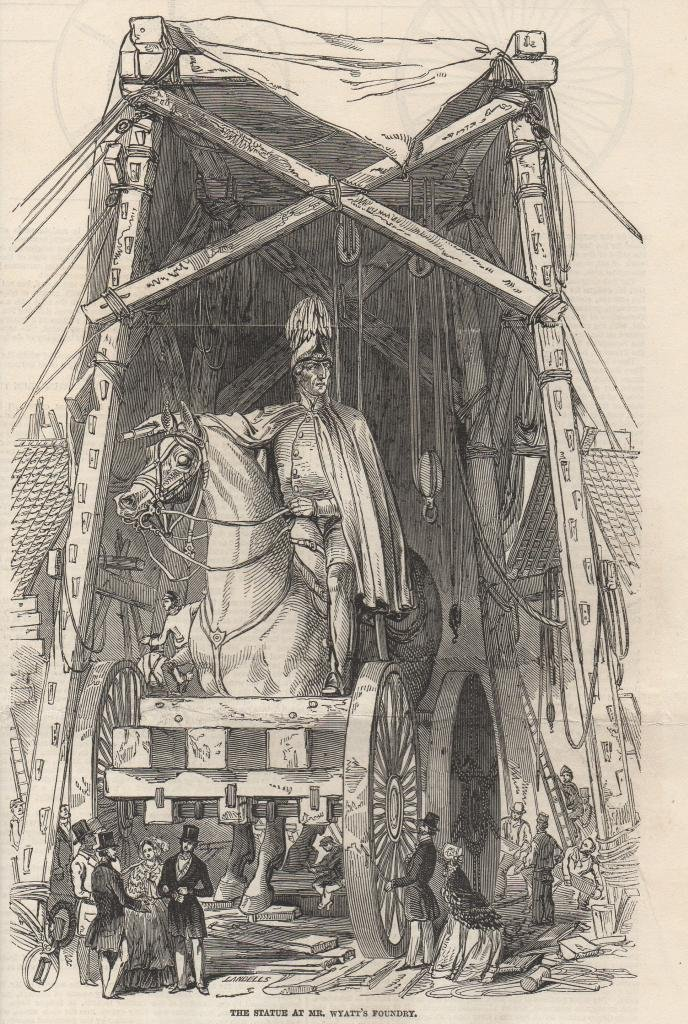
ワイアットの鋳造所から搬出される像（1846年）
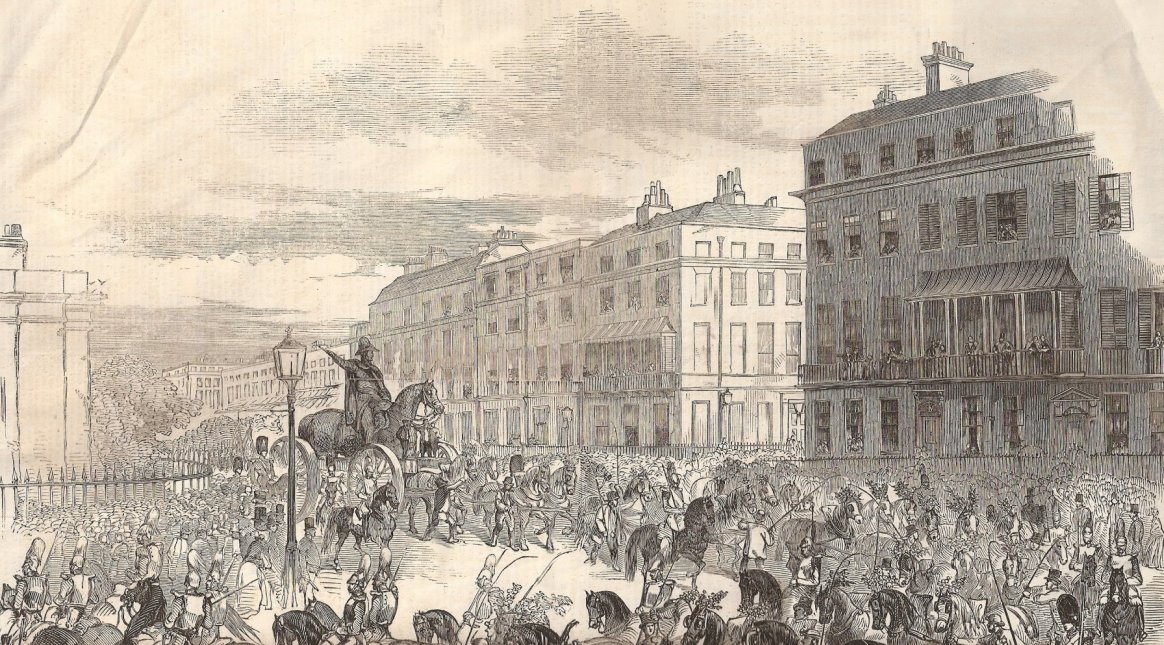
大観衆の見守る中を輸送される像（1846年）
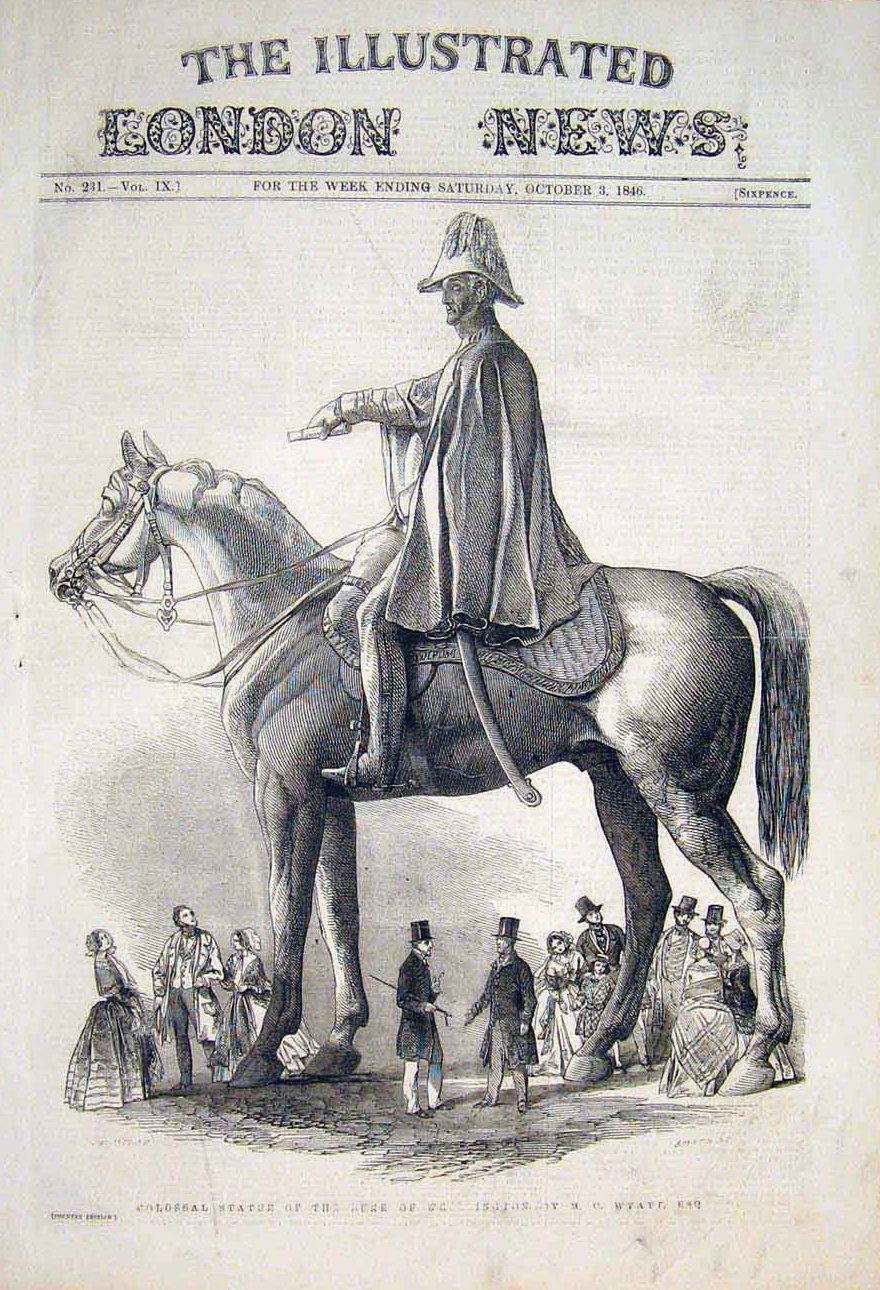
完成し、全容をあらわした像（1846年）

### 移転
しかし像が実際に凱旋門上に設置されると、像が門と均衡が取れていない、と考えた者は門を設計したデシマス・バートンだけではなかった。新聞には批判の投書が寄せられ、『パンチ』には風刺画が掲載された。ヴィクトリア女王も像はバッキンガム宮殿からの眺望を妨げる目障りな存在とみなしていた。しかしウェルズリー本人は像を気に入っており、像を移動させれば本人に対する侮辱と取られるおそれもあることから、像は門の上に置かれたままとなっていた。バートンがこの像を嫌っていたのは言うまでもなく、遺言でこの像の除去に充てる費用2000ポンドを確保しておいたほどであった。
1882年から1883年にかけて、道路拡幅のため凱旋門が移動することになり、ようやく像の除去が実現した。移転先が決まるまでの間、像はグリーン・パークに置かれることになった。1883年、アルバート・エドワード皇太子（後のエドワード7世）は移転先として英軍駐屯地のあるオールダーショットを挙げ、そこでならいつまでも軍人に対するよい見本として機能するだろう、と述べた。議会も皇太子の意見に同意し、1885年5月、像はオールダーショットに運ばれ、再設置された。ワイアットの像が除去された後の1888年、ハイド・パーク・コーナーにはウェルズリーの別の騎馬像が設置された。

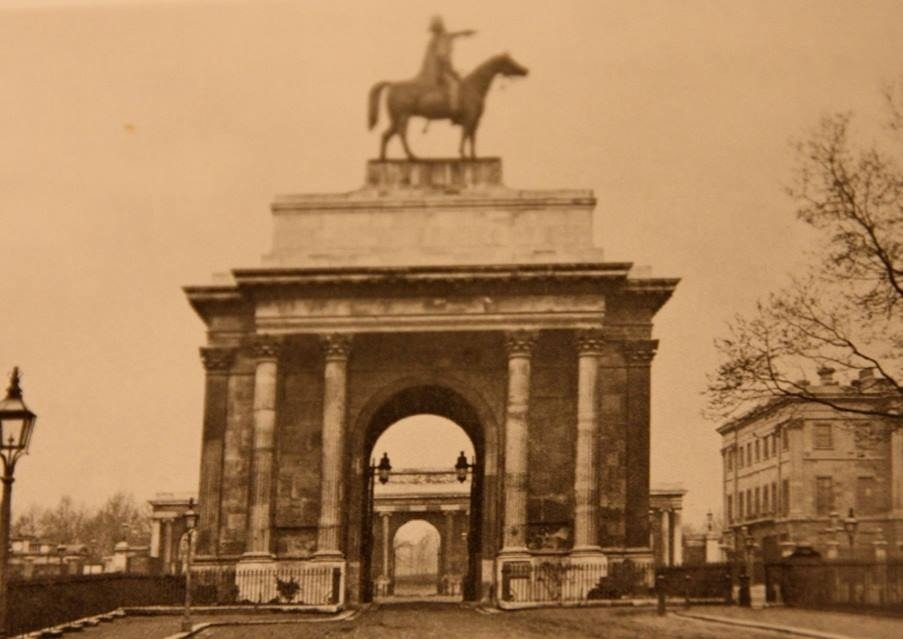
1850年代、凱旋門上に設置されていた頃の像
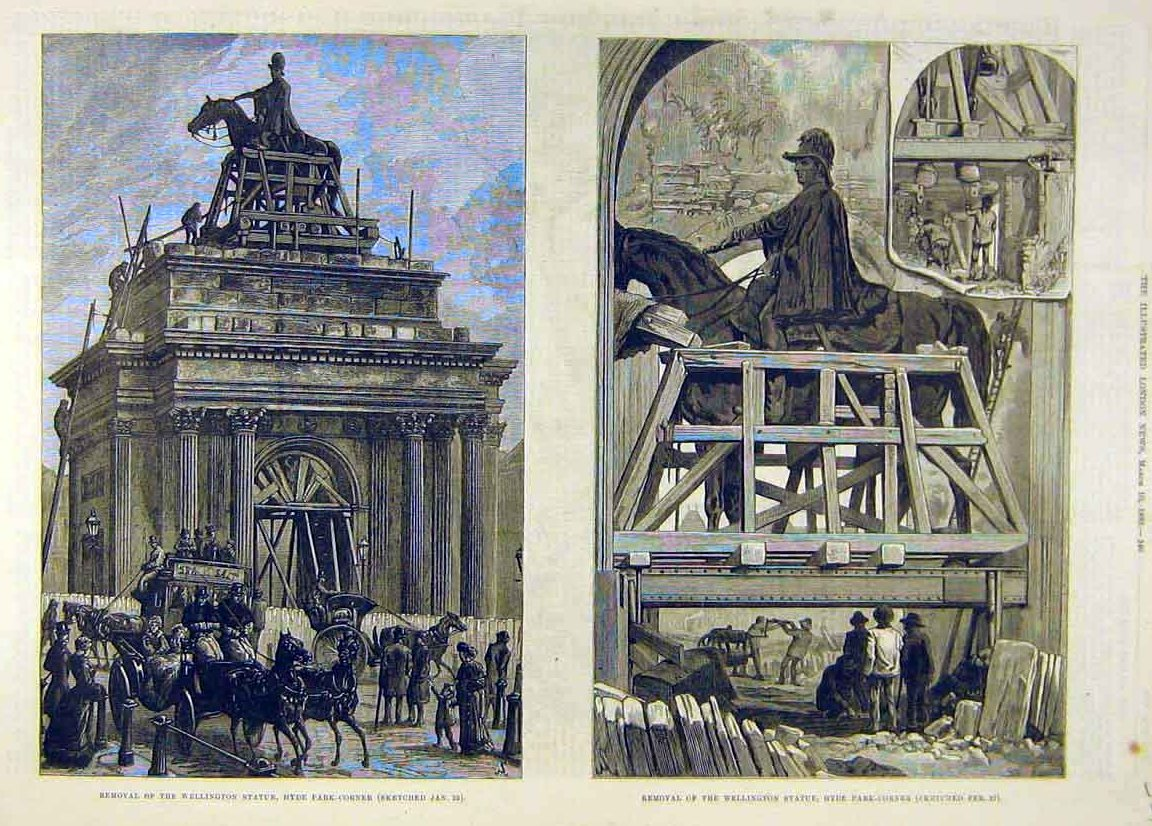
1883年、門から降ろされる像
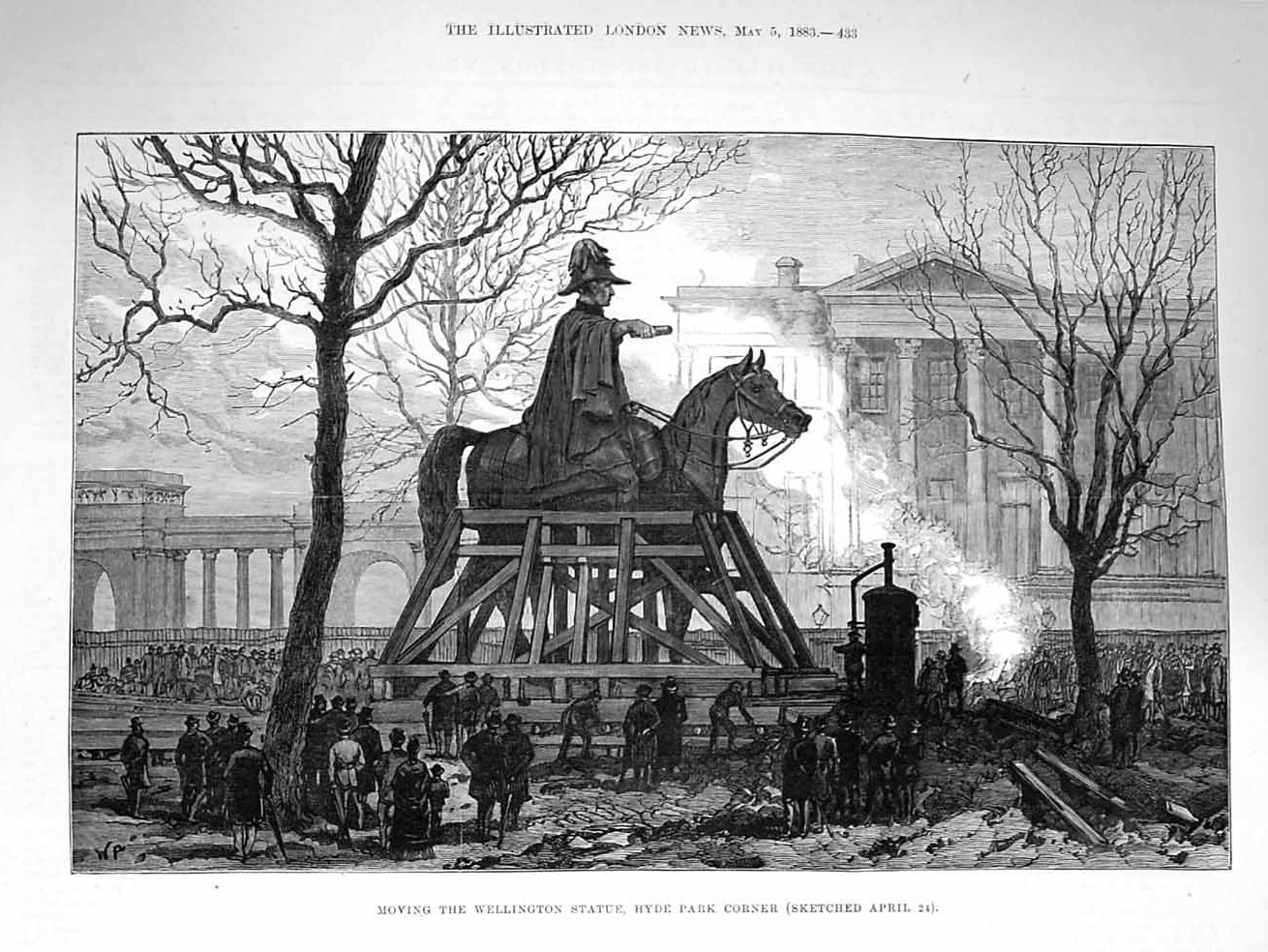
1883年、保管場所に移される像
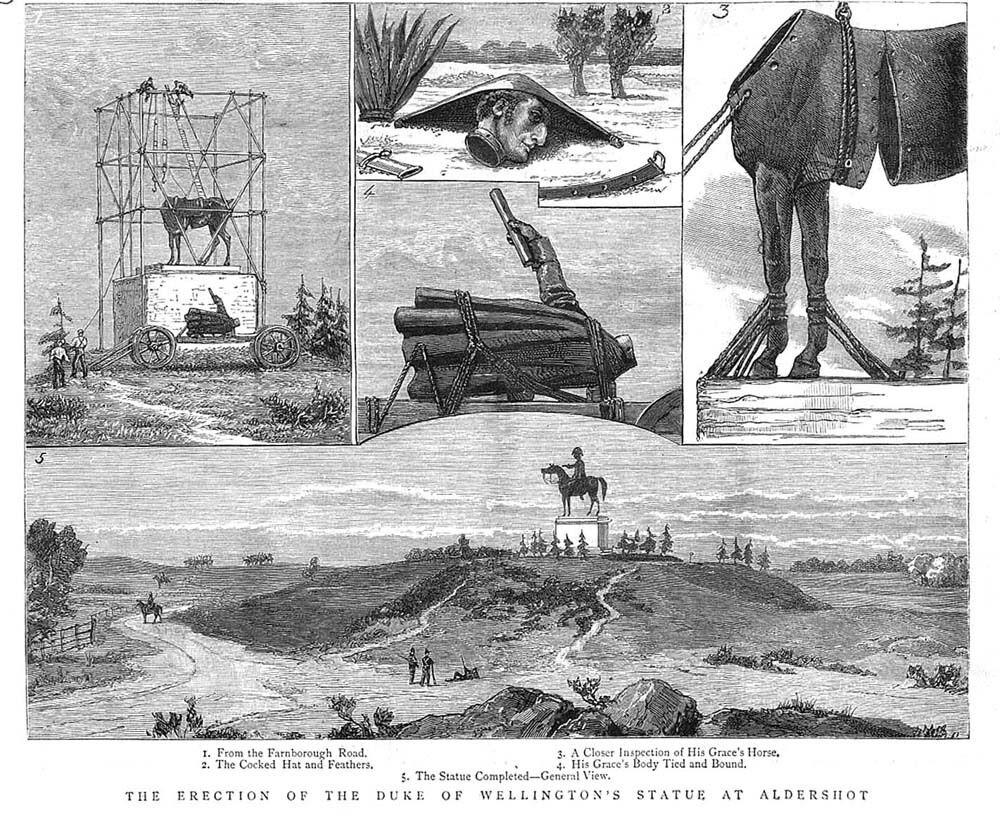
1885年、オールダーショットに移された像

### 修復

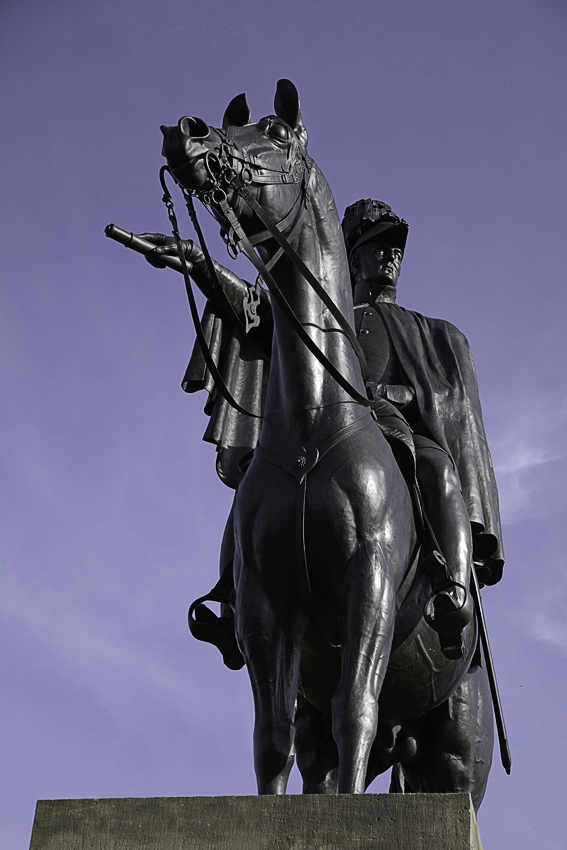
修復された像

20世紀も後半に入ると像の劣化が進み、周囲の木々で像が見えづらくなった。2004年、オールダーショット駐屯部隊は地元住民やボランティアの協力を受け、像を元の状態に戻すための作業を開始した。周囲の木々は切りそろえられ、像は銅のはげ落ちた部分が修復された。